# Daniel de Barac
Daniel de Barac (* 30. Dezember 1954) ist ein deutscher Maler und Bildhauer.

## Leben
Der Künstler studierte nach seinem Schulabschluss von 1974 bis 1980 in Jugoslawien und schloss sein Studium mit Diplom im Bereich Konfektion-Design ab. Während seines Studiums unternommene Studienreisen führten ihn zwischen 1974 und 1980 nach Italien, Frankreich, Jugoslawien und Russland.
Zu dieser Zeit wurden verschiedene Galerien auf dem jungen Künstler aufmerksam und ermöglichten ersten Ausstellungen.
1985 kam de Barac als freischaffender Künstler nach Deutschland und arbeitete in einer Ateliergemeinschaft in Krefeld unter anderen mit Joseph Beuys, Maria Küppers und Ferdinand Bahnen.
In den folgenden Jahren führten ihn seine künstlerischen Arbeiten und Ausstellungen ins Nettetal, nach Düsseldorf, Berlin und Mönchengladbach.
Seit 2001 arbeitet und unterrichtet er im eigenen Atelier in Mönchengladbach.

## Inhaltlich
De Baracs Malerei ist eine gegenständliche Malerei deren Ziel nicht die Abbildung der gegenständlichen Welt ist. Auf kritische und satirische Art setzt sich der Künstler mit seiner Umwelt, mit sich, der Vergangenheit und der Gegenwart auseinander.
Inhaltlich ist sein Sujet breit gefächert und umfasst von Auseinandersetzungen mit biblischen Themen wie in seiner Reihe ‚Propheten‘ auch aktuelle Themen, wie in den Werken 'Amy Winehouse', 'Karl Lagerfeld' oder ‚Top Modell‘.

## Technik
Grundlagen seiner heutigen Malerei sind seine zahlreichen Studien der Inhalte und Techniken seiner künstlerischen Vorgänger wie Paul Cézanne, Amedeo Modigliani oder Pablo Picasso als auch der Gegenwartskünstler. Durch die experimentelle Auseinandersetzung und Kombination verschiedenster Techniken und Materialien wie Öl- und Acrylfarben, Tusche, Kohle, Pastell entwickelte er über die Zeit seine eigene Formen- und Zeichensprache mit besonderer Ausdrucksqualität. Sein vielseitiges künstlerisches Werk umfasst Bilder und Zeichnungen, Plastiken und Skulpturen.

## Ausstellungen
- Studio „La Fenice“ Mascalucia, Italien
- Museo D’Arte Girona, Italien
- Galeria Jana Ziscova, Prag, Tschechoslowakei
- Punto Artistico, Lloret de Mar, Spanien
- Coletteiva Dd’Arte Catania, Italien
- Kunstzene Nettetal, Deutschland
- Rundgang Krefeld, Deutschland
- Magyar Csárda, Hévíz, Ungarn
- 2008 Galerie GOLDESEL, Heinsberg, Deutschland
- 2008 Galerie Winkeldesign, Berlin, Deutschland
- 2008 MARZIART, Internationale Gallery, Hamburg, Deutschland
- 2008 Atelierausstellung, Mönchengladbach, Deutschland
- 2008 European Art Galerie Shanghai, China
- 2008 Städtische Galerie Odessa, Ukraine

## Zitat
„Meine Malerei bin ICH - Meine Vergangenheit, Gegenwart, Zukunft“

## Quelle
https://kulturportal.de
| Personendaten    | Personendaten                 |
| ---------------- | ----------------------------- |
| NAME             | Barac, Daniel de              |
| KURZBESCHREIBUNG | deutscher Maler und Bildhauer |
| GEBURTSDATUM     | 30. Dezember 1954             |